# 貝克街站
貝克街站（英語：Baker Street tube station）是一個位於英國倫敦貝克街和馬里波恩路交叉路口的倫敦地鐵車站，屬倫敦第1收費區並設有5條路線服務。此站是其中一個大都會鐵路的原初車站，於1863年啟用，是全世界第一條地下鐵路。
本站在環線和漢默史密斯及城市線上介於大波特蘭街站和埃奇韋爾路站之間，在大都會線位於大波特蘭街站和芬奇利路站間，在貝克盧線介乎攝政公園站和馬里波恩站間，在銀禧線上則介於龐德街站和聖約翰伍德站間。

## 位置
車站在貝克街、馬里波恩路和奇爾特恩街（只限有票者）設有出入口。附近名勝包括攝政公園、羅德板球場、福爾摩斯紀念館和杜莎夫人蠟像館。

## 概要
大都會鐵路的所有原初車站中，淺層環線和漢默史密斯及城市線月台保存得出口。月台的石碑顯示車站的舊計劃和照片。
此車站結構比較複雜。淺層車站與大都會線車站連結。此站也是部分大都會線列車的總站，但亦設有連接彎道在月台過後接上環線路軌，容許大都會線列車開進倫敦市的阿爾德門。在此以下是貝克盧線和銀禧線的深層地鐵站，並佈置成跨月台轉車站，而兩條路線在車站北端設有連接路軌。然而，進入貝克盧線和銀禧線只可使用扶手電梯。

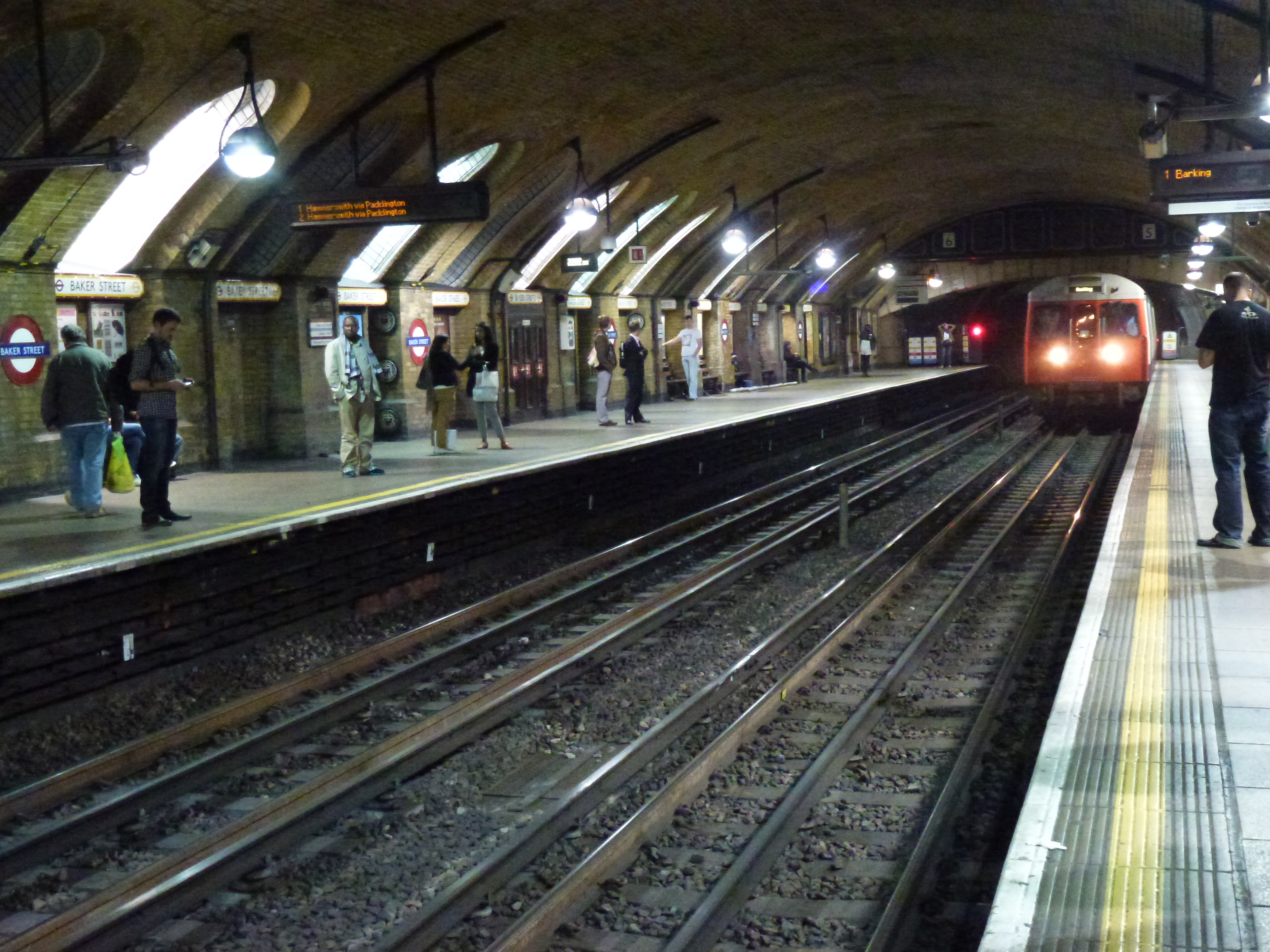
一列開往巴金的漢默史密斯及城市線列車抵達貝克街1863年月台

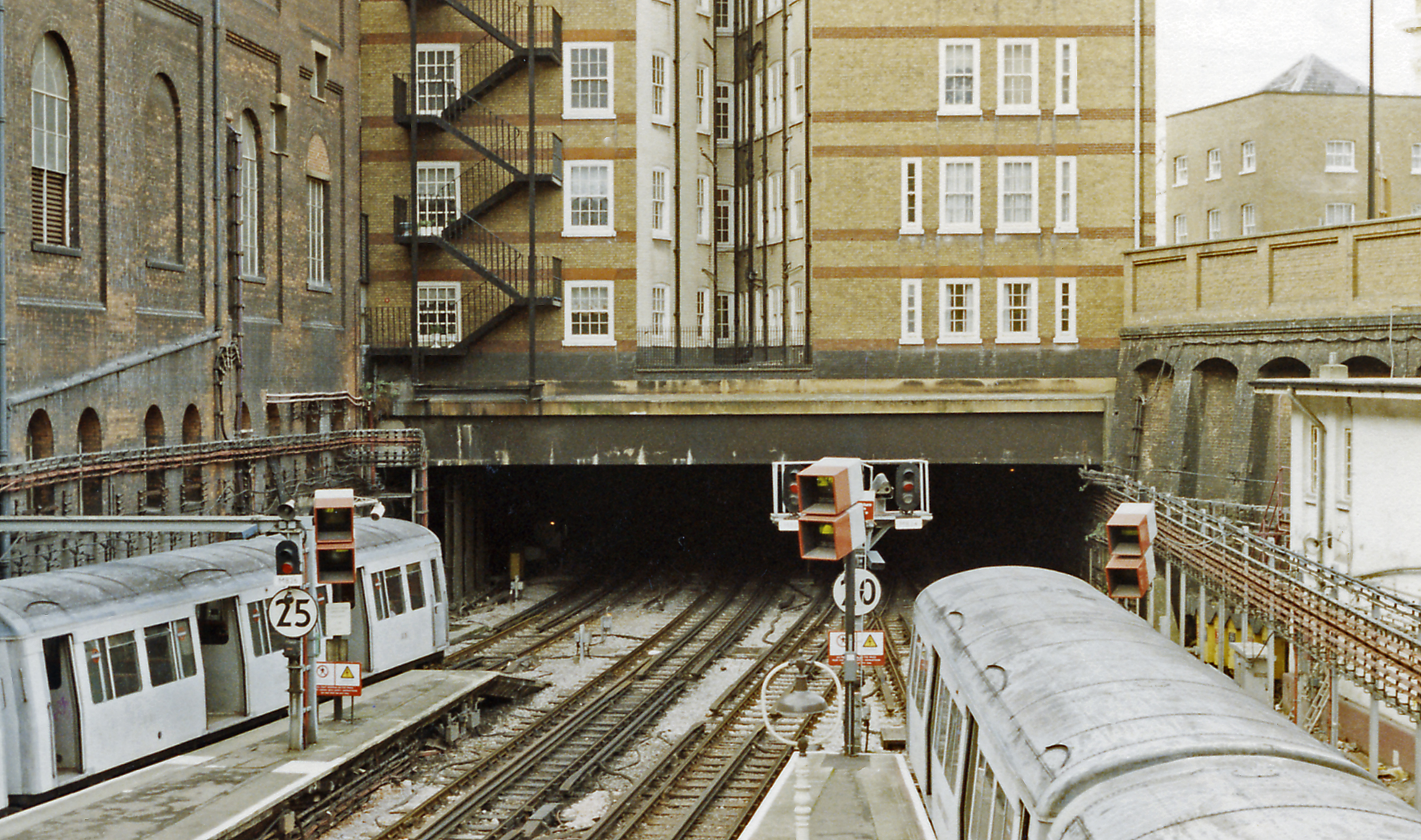
大都會線月台

車站設有十個月台，成為倫敦地鐵最多月台的車站。自從瑞士屋站和聖約翰伍德站取代大都會線上介乎芬奇利路和貝克街的三個車站後，平均需時5分半鐘來往。
1980年代貝克街站的最舊部分重置工程將其帶回1863年的外觀。

### 車站改善工程

#### 無障礙通行計劃
2008年TfL提出了一項計劃，在淺層月台提供無障礙通行。整個計劃是倫敦交通局資助計劃（但並不是特地進行的工程，而是成功申辦2012年奧運會的結果）。
與大都會線1至4號月台（服務來往芬奇利路的列車）會由一條由貝克盧線和銀禧線票務廳的一條橋提供，並在每個島式月台都設有一部升降機。透過一條由1和2號月台的通道，亦將提供到5號月台的無障礙通行（環線和漢默史密斯及城市線東行列車）。而6號月台（環線和漢默史密斯及城市線西行列車）將由拆除車站外面、位於馬里波恩路北側的三角形大廈，並取代馬里波恩路下方的公共行人隧道以提供一條來往5號月台到該隧道的升降機連接和另一端連往6號月台的升降機。取代三角形大廈亦同時作為車站的緊急出口。
倫敦交通局在2008年10月1日申請計劃許可，但後來徹回計劃（由於計劃提供無障礙通行往1至4號月台的部分屬交通局許可發展權，因此不需計劃許可）。然而交通局在2009年3月31日宣佈受財政緊絀影響推遲無障礙通行計劃。

#### 月台延長
為了容許較新和較長的S型列車，並於2010年8月開始在大都會線營運，1號和4號月台已經延長。然而，環線和漢默史密斯及城市線的5號和6號月台受到月台的密封影響並未延長以容納新的S7型列車，而採取了選擇性車門操作的方法。

## 歷史

### 大都會線

路線圖顯示介乎帕丁頓和法靈頓的原初路線

在19世界前半，倫敦的人口和面積都大規模發展。繁忙的街道和該城距離西面和北面許多火車站的距離促使許多國會提案，以興建新鐵路線進入倫敦市內。1852年，查爾斯·皮爾遜計劃了一條由法靈頓到國王十字站的鐵路。雖然該計劃獲得倫敦市的支持，但鐵路公司對此不感興趣，而公司掙扎着推進計劃。貝斯沃特、帕丁頓及霍本橋鐵路公司成立，以連接大西部鐵路的帕丁頓車站和皮爾遜在國王十字的路線。一項法案於1852年11月發表，並於1853年1月其領導人首次與委任的約翰·福勒作為其工程師，並提交了幾個來往帕丁頓車站和法靈頓站路線的法案 。公司名亦更改為大都會鐵路，而路線在1854年8月7日獲得通過。
工程於1860年3月開工，而從帕丁頓到國王十字絕大部分都採用明挖隨填方式建造，從那以東以一條短隧道，接着沿開口的暗渠菲利特河前往新的斯密斯菲爾德肉市場。工程因一些意外而延誤，但在1862年末以130萬英鎊完工。鐵路於1863年1月10日星期六向公眾開放。大都會線在1861年獲准加入兩條由國王十字到法靈頓街的軌道（城市擴闊線），以及在1864年四軌東延至沼澤門。往阿爾德斯門街及沼澤門街（現時巴比肯和沼澤門）的延線於1865年12月23日啟用。1868年4月13日，大都會鐵路啟用了大都會及聖約翰伍德鐵路的第一段，作為現有路線的支線。此線服務開放式月台，並於1892年逐步北延至威爾斯登綠地並再北延至艾爾斯伯里鎮和維爾尼交匯站（距離貝克街超過80公里）。大都會鐵路車站主要和尤斯頓競爭，該處倫敦及西北鐵路提供慢車前往米德塞克斯和沃特福德，後來與馬里波恩競爭，該處大中央鐵路在同線提供快車前往艾爾斯伯里甚至更遠。
接下來的幾十年，此段大規模重建以提供四個月台。現時的大都會線配置多為1925年，而部分由建築師查爾斯·沃特·克拉克設計的地面大樓亦由此時開始。作為Transported by Design活動計劃的一部分，2015年10月15日經過兩個月的公眾投票後，貝克街地鐵站月台被倫敦人選為其中一個十大最喜愛的交通設計標誌。

### 漢默史密斯及城市線
1860年11月，一項法案提交至國會，以興建一條由大西部鐵路總站帕丁頓前往牧者叢和漢默史密斯的鐵路。1861年7月22日授權為漢默史密斯及城市鐵路，於1864年6月13日開放。1871年，介乎西邦爾公園和帕丁頓之間、與大西部鐵路平行的兩條軌道由漢默史密斯及城市鐵路使用。

### 環線
大都會鐵路由帕丁頓南延至南肯辛頓和由沼澤門東延塔丘的計劃在1864年7月29日獲許。為了確保充足通風，除近康普登山421碼一段隧道外均為明挖隨填。1868年10月1日通車至布朗普頓（格洛斯特路）（現時為格洛斯特路）。三個月後的1868年12月24日，大都會東延至南肯辛頓。

1871年「內環線」開始服務，由市長官邸開始經南肯辛頓和帕丁頓前往沼澤門街。兩間公司在肯辛頓高街和南肯辛頓之間各自擁有自己的軌道。

兩間公司自此開始聯合營運「內環線」服務，由市長官邸開始經南肯辛頓和帕丁頓前往沼澤門街，每十分鐘一班，另有區域線的輔助服務來往市長官邸、西布朗普頓、漢默史密斯及城市鐵路和大西部鐵路介乎埃奇韋爾路和沼澤門街一段。該線的另一端，南肯辛頓站以南的區域線於1871年7月10日開放，而西布朗普頓延線的伯爵宮站於1871年8月30日啟用。

### 貝克盧線和銀禧線
1891年11月，貝克街及滑鐵盧鐵路（現時貝克盧線）的興建私人法案提交至國會。鐵路在馬里波恩站以後將完全位於地下經貝克街和滑鐵盧前往象堡。路線於1900年獲批。工程在班傑明·貝克爵士、W·R·加爾布雷斯和R·F·徹奇的指示下於1898年8月展開。這些工程由堡區Perry & Company of Tregedar Works進行。在1905年末開始進行測試運行。貝克街及滑鐵盧鐵路於1906年3月10日由埃德溫·康沃爾爵士揭幕。貝克街及滑鐵盧鐵路第一段於貝克街至蘭貝斯北（當時名為「肯寧頓路」）運行。貝克街當時是臨時北端總站，直至1907年3月27日延長至馬里波恩。原初車站大樓位於貝克街，並以升降機連接地鐵月台，但於1914年加入扶手電梯輔助，利用大都會線下方挖掘的新大堂連接大都會線和貝克盧線月台。
1939年11月20日，加入了額外南行月台，並將貝克街和芬奇利路站的隧道連接後，貝克盧線取代了大都會線停靠芬奇利路和溫布利公園一段和史丹摩支線。現時貝克盧線票務處和前往下大堂的扶手電梯亦於同日起提供。
銀禧線增加了額外的北行月台，並自1979年5月1日起取代了貝克盧線前往史丹摩的服務。

### 事故
1925年6月18日，電力機車4號在通過一個正在由綠燈轉為紅燈的信號後與一列客車相撞，六名乘客受傷。
1973年8月23日，票務廳一個購物袋內發現一個炸彈。炸彈隨即被爆炸品處理拆除雷管。一週後，在8月30日，一名職員在天橋再發現有人留下另一枚炸彈，同樣未造成任何傷亡。

## 特色
貝克街站的整體布局算是比較複雜者，除大都會線使用地面月台之外，其他路線的軌道都深入地底。儘管貝克街是大都會線中途的一個站，但有時亦作為部份大都會線列車的南端終點站，以本站作為終點的大都會線列車通常從1號及4號月台發車，在月台之後甚至有聯絡環線及大都會線的軌道。其下則是貝克盧線及朱比利線的深層月台，兩者間可行同月台平行換乘。此外本站也是倫敦地鐵中月台最多的一站。
貝克街站的月台是早期大都會鐵路諸站中，保存最完善者，沿著月台邊緣甚至有顯示舊時計畫及照片的紀念匾。而由於本站接近柯南·道爾小說中名偵探夏洛克·福爾摩斯的住所，因此在瑪莉勒本路出口外設立了一尊其雕像以茲紀念。在1980年代的一次翻修工程中，將本站最古老的部份恢復至1863年甫通車時的樣貌。

## 車站週邊
- 英國皇家音樂學院
- 杜莎夫人蠟像館
- 福爾摩斯紀念館

## 服務

### 貝克盧線
在贝克卢线上，此站位於攝政公園與馬里波恩之間。北行列車可以以女王公園、石橋公園或哈羅及威爾德斯通為總站，而南行列車可以以皮卡迪利圓環、蘭貝斯北或象堡為總站。
一般班次如下：
- 每小時6班列車經女王公園及石橋公園往哈羅及威爾德斯通（北行）
- 每小時3班列車經女王公園往石橋公園（北行）
- 每小時5班列車往女王公園（北行）
- 每小時14班列車往象堡（南行）

### 银禧线
在银禧线上，该站位于庞德街站以南和圣约翰伍德站以北之间。南行列车通常以斯特拉特福站和北格林威治站为终点站，但在格林公园、滑铁卢、伦敦桥、金丝雀码头和西汉姆设有额外的折返点。北行列车通常在斯坦莫尔、温布利公园和威尔斯登格林终点站停靠，但在芬奇利路、西汉普斯特德和尼斯登设有额外的折返点。
非高峰时段每小时列车服务为：
- 每小时24班南行至斯特拉特福
- 每小时12班北行至斯坦莫尔
- 每小时4班北行至西汉普斯特德
- 每小时4班北行至温布利公园
- 每小时4班北行至威尔斯登绿地

本线的夜间地铁服务（周五晚上至周六早上和周六晚上至周日早上）每小时列车数量为：
- 每小时6班南行至斯特拉特福
- 每小时6班北行至斯坦莫尔

### 大都会线
大都会线是伦敦地铁唯一一条运营快速列车的线路，不过目前快速服务仅在高峰期运行：主要是早高峰南行，晚高峰北行。南行快速列车在沼泽公园站、山上哈罗站和芬奇利路站之间不间断运行，而半快速列车在山上哈罗和芬奇利路之间不停站运行。北行快速列车和半快速列车会在温布利公园站停靠。
该站位于大波特兰街站（与东边的环线和哈默史密斯及城市线共用轨道）与北边的芬奇利路站之间。南行列车可在此终点，然后返回北边前往厄克斯布里奇、阿默舍姆、切舍姆或沃特福德，这些地方使用1号和4号站台。
非高峰时段每小时列车班次为：
- 每小时12班南行服务至阿尔德门站
- 每小时4班南行服务在此站终止
- 每小时2班北行服务至阿默舍姆站（所有车站）
- 每小时2班北行服务至切舍姆站（所有车站)
- 每小时4班北行服务至沃特福德站（所有车站)
- 每小时8班北行服务至阿克斯桥站（所有车站）

### 環線
在環線和漢默史密斯及城市線上，此站位於大波特蘭街與埃奇韋爾路之間。一般離峰時段服務如下：
- 每小時6班列車順時針方向經維多利亞往埃奇韋爾路[77][78]
- 每小時6班列車逆時針方向往漢默史密斯[77][79]

### 漢默史密斯及城市線
在1877年10月1日至1906年12月31日期間部分漢默史密斯及城市鐵路列車經漢默史密斯（格羅夫路）站和倫敦及西南鐵路延長至里奇蒙。
此站位於大波特蘭街和埃奇韋爾路，並與環線和大都會線共軌。一般班次如下：
- 每小時3班列車東行往巴金[81]
- 每小時3班列車東行往普拉斯托[81]
- 每小時6班列車西行往漢默史密斯[81]

## 接駁交通
倫敦巴士2、13、18、27、30、74、82、113、139、189、205、274、453路，以及夜間路線N13、N18、N74、N113、N205路服務此站。此外，27、139、189、453路提供24小時服務。

## 延伸閱讀
- Badsey-Ellis, Antony. . Capital Transport. 2005. ISBN 185414-293-3.
- Day, John R.; Reed, John.  10th. Capital Transport. 2008 [1963]. ISBN 978-1-85414-316-7.
- "Fowler's Ghost". Cooke, B.W.C , 编. . 铁路学刊. Vol. 108 no. 733 (Tothill Press). May 1962.
- Green, Oliver. . Ian Allan. 1987. ISBN 0-7110-1720-4.
- Horne, Mike. . Capital Transport. 2006. ISBN 1-85414-292-5.
- Jackson, Alan. . David & Charles. 1986. ISBN 0-7153-8839-8.
- Lee, Charles E. . The Oakwood Press. 1956. ASIN B0000CJGHS.
- Rose, Douglas.  8th. Capital Transport. December 2007 [1980]. ISBN 978-1-85414-315-0.
- Simpson, Bill. . Lamplight Publications. 2003. ISBN 1-899246-07-X.
- Walford, Edward. . British History Online. 1878  [2012-07-03]. （原始内容存档于2012-12-22）.
- Wolmar, Christian. . Atlantic. 2004. ISBN 1-84354-023-1.

## 外部連結

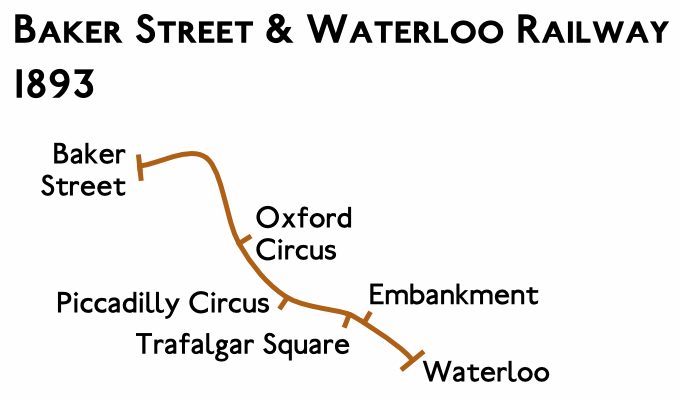
貝克街和滑鐵盧的原初路線

- Oldest Portion of Baker Street Station
  - . Science and Society.   [2017-04-30]. （原始内容存档于2011-06-06）.
  - . Rail Fan Europe.   [2017-04-30]. （原始内容存档于2011-05-15）. (restoration) . Rail Fan Europe.   [2017-04-30]. （原始内容存档于2011-05-15）.
- . Tube Photos.   [2017-04-30]. （原始内容存档于2009-03-11）.
- . London Transport Museum.   [2021-05-18]. （原始内容存档于2016-03-04）.